# EM・ONE
EM・ONE（エムワン）は、2007年3月31日に提供開始されたイー・モバイルの無線通信サービス向けに供給される携帯情報端末 (PDA) である。EM・ONEは愛称であり、製品としての型番はS01SH（エス ぜろいち エスエイチ） 、後継にあたるEM・ONE α（エムワン アルファ）は型番がS01SH2（エス ぜろいち エスエイチ ツー）となる。

## 概要
イー・モバイルとしては初の製品である。同社とシャープ・マイクロソフトの3社による共同開発。通話機能そのものは搭載していないが、skypeなどを通じて無料の通話は可能。
（キャリアであるイー・モバイルによる通話向き製品はその後2008年3月に登場している）
端末単体、及びUSBケーブルかBluetoothを介してパソコン等に接続してのデータ通信サービスを享受できる。データ通信方式は最大速度3.6MbpsのHSDPAの他、IEEE 802.11b/gの無線LANにも対応。
OSにWindows Mobile 5.0を搭載。シャープの会長の依頼によって作成されたともいわれる特製版である
。
ワンセグによるテレビ視聴も可能。
2007年10月5日、EM・ONE α（エムワン･アルファ）が発売された。OSはWindows Mobile 6.0になった。

## 機種一覧
| 機種名             | 発売日        | 液晶方式               | 通信方式              | 形状            | CPU                   | ストレージ          | メインカメラ | OS            | 備考                                     |
| ------------------ | ------------- | ---------------------- | --------------------- | --------------- | --------------------- | ------------------- | ------------ | ------------- | ---------------------------------------- |
| EM・ONE (S01SH)    | 2007年3月31日 | ASV液晶 4.1インチ WVGA | W-CDMA IEEE 802.11b/g | 横スライド(PDA) | Marvell PXA270 520MHz | RAM:128MB ROM:512MB | 1.3MP        | WM. 5.0 → 6.0 | ワンセグ QWERTYキーボード 音声通話非対応 |
| EM・ONE α (S01SH2) | 2007年10月5日 | ASV液晶 4.1インチ WVGA | W-CDMA IEEE 802.11b/g | 横スライド(PDA) | Marvell PXA270 520MHz | RAM:128MB ROM:512MB | 1.3MP        | WM. 6.0       | EM・ONEのWM 6.0バージョンアップ版。      |

## CM展開
イメージキャラクター
松下奈緒（2007年2月20日～）
キャッチコピー
「イー・モバイルでユビキタス」「指、来たっスね」
ベースメロディ
「きらきら星」